# حطب (يريم)

تعديل مصدري - تعديل

حطب محلة تابعة لقرية عبر الماء، التابعة لعزلة خودان بمديرية يريم إحدى مديريات محافظة إب في الجمهورية اليمنية.، بلغ تعداد سكانها 61 حسب تعداد اليمن لعام 2004.